# Ponte pênsil D. Maria II
A Ponte Pênsil, oficialmente denominada Ponte D. Maria II, era uma ponte suspensa que ligava as duas margens do Rio Douro, entre a cidade do Porto e Vila Nova de Gaia, em Portugal.
A cerimónia de início da construção foi celebrada a 2 de maio de 1841, [carece de fontes?] ainda que ficasse conhecida como Ponte Pênsil. A construção terminou em 1842, cerca de dois anos depois do início das obras.
Com pilares de cantaria de 18 metros de altura, 170,14 metros de comprimento e 6 de largura, era suportada por 8 cabos (4 de cada lado) constituídos por fios de ferro, transpondo a largura de 155 m do rio. A ponte assegurava um melhoramento no tráfego entre as duas margens, substituindo a periclitante Ponte das Barcas.
A sua construção foi entregue à empresa francesa Claranges Lucotte & Cie, de propriedade do Conde Claranges Lucotte, inserindo-se no plano de construção da futura estrada que ligaria o Porto e Lisboa. O projecto foi da autoria do engenheiro Stanislas Bigot com a colaboração do engenheiro José Vitorino Damásio. Os engenheiros Mellet e Amédée Carruette colaboraram durante a sua construção.
Foi inaugurada sem qualquer solenidade a 17 de fevereiro de 1843, durante a ocorrência de grandes cheias do Douro, que obrigaram a desmontar com urgência a Ponte das Barcas.
[carece de fontes?] Manteve-se em funcionamento durante cerca de 45 anos, até ser substituída pela Ponte Luís I, construída ao seu lado.
Em 1887, após a inauguração da ponte D. Luís, a ponte pênsil foi desmontada. Restam actualmente os pilares e as ruínas da casa da guarda militar que assegurava a ordem e o regulamento da ponte, assim como a cobrança de portagens para a sua travessia.

## Futuro
Em 2006 o professor Álvaro Ferreira Marques Azevedo propôs um projecto desenvolvido pelos alunos da disciplina "Projecto em Estruturas" da Licenciatura em Engenharia Civil da FEUP, que propunha a reconstrução da ponte pênsil, com aproveitamento dos dois pilares que restaram, fazendo contudo uso de novas tecnologias e materiais. Este projecto viria a ser o vencedor do Prémio Secil Universidades - Engenharia Civil 2006.
Como este, vários projectos têm sido anunciados para novas travessias do Douro, mas o assunto parece ser polémico, sendo alvo da contestação de algumas forças partidárias.

## Galeria
|  |  |
|  |  |